# Чарлстон за Огњенку
Чарлстон за Огњенку (за страно тржиште Charleston & Vendetta, а потом Tears for Sale) јесте високобуџетни српски блокбастер из 2008. године, који је режирао Урош Стојановић, а у ком главне улоге тумаче Соња Колачарић, Катарина Радивојевић, Ненад Јездић, Стефан Капичић и Оливера Катарина. Тренутно носи „титулу” најскупљег српског филма, са буџетом од око 4 000 000 евра. (илити 6 милиона америчких долара), као и најгледанијег филма 2008. године.
Филм је у српску кинематографију донео извесне новине, међу којима је свакако значајна честа употреба специјалних ефеката (у филму је чак 40 минута специјалних ефеката). Такође, искоришћено је и око 100 000 метара филмске траке, што је око пет пута више него за просечан српски филм. Такође, поседује многе фантастичне и магичне елементе, па је дошло и до поређења са остварењима попут Господара прстенова. Музику је урадио прослављени филмски композитор Шигеру Умебајаши, док је за промоцију филма на иностраном тржишту интересовање показао француски режисер Лук Бесон. Пажњу је привукао и првим појављивањем Оливере Катарине на филму након више од тридесет година паузе у каријери.
Премијера је одржана 30. јануара 2008. године у Сава центру. Сам филм је наишао на млаке критике, док је реакција публике била много боља.

## Радња
Србија у смирај Првог светског рата — очаравајућа, мистична, сурова, вечно разапета између Истока и Запада, између древних паганских мађија и сила цивилизације.
Радња филма започиње трагичним описом послератне Србије 20их година прошлог века. Мушко становништво у Србији је буквално сведено на мањину након балканских ратова и Првог светског рата, што се највише да осетити у провинцији. У фикционалном селу Покрп упознајемо наше две јунакиње, Огњенку (Соња Колачарић) и Малу Богињу (Катарина Радивојевић), сестре које носе титулу сеоских нарикача, што представља профитабилни занат којим се баве жене из његове породице још од времена њихове чукунбабе, која је исплакала читаво језеро, на коме их и затичемо први пут. Такође, упознати смо и са судбином последњих мушкараца који су полако нестајали из Покрпа. Један од њих је, у покушају да спаси село, „посадио“ и мине у свом винограду, али без цртања мапе, што је и довело до његове смрти, али и будућих смрти жена које су ту улазиле. Виноград је постао Миноград. Наиме, жене су периодично извлачиле гранчице, и она са најмањом би требало да бере грожђе, па ако преживи - преживи.
Наше две јунакиње добијају муштерију након посете Наде (Данијела Врањеш), која је следећа која иде у Миноград, па жели да унапред плати њихове услуге нарицања, чупања косе и гребања лица на сахрани, али уз преддемонстрацију њихових способности. У покушају да јој покажу своју тугу, сестре једна другој пребацују то што су бабадевојке, тј. што су већ у двадесетим, а нису изгубиле невиност. Тада им Нада поручује како није невина, и како је она невиност изгубила са последњим покрпским мушкарцем, деда Бисом. То у почетку изазива њихово гађење, али касније, у свом очају, одлучују да и оне по први пут воде љубав, па макар и са њим. Пре тога, жене одлазе у локалну кафану, где присуствују ритуалу испијања ракије пауковаче, од које им се приказују духови њихових мртвих мушкараца, са којима плешу и грле се, уз огромну патњу што ће опет отићи. Након испијања пауковаче, девојке се одлучују на одлазак код деда Бисе, како би изгубиле невиност. Када је то требало да се деси, Огњенка својим вриском убија старца, што доводи до гнева осталих покрпских жена, што резултује стављањем Огњенке и Мале Богиње на јавну ломачу. Ипак, оне успевају да се спасу тако што се заклињу у душу своје баке да ће довести мушко у село кроз три дана. Тада се њихова бака Велика Богиња (Оливера Катарина) васкрсава у виду духа, и заједно са њима започиње потрагу за мушкарцима.
Путујући, оне наилазе на неке мушкарце, али сви су они већ „заузети“ у својим селима. Непрестано су изложене притиску од стране своје баке да пожуре, јер не жели да остане утвара. Стигавши у неку варош, оне упознају локалне забављаче, Драгољуба Алексића, Човека од челика (Ненад Јездић) и Арсенија, Краља чарлстона (Стефан Капичић). Еуфорија која је видљива међу женама, а изазвана је њиховом појавом, представља показатељ о ситуацији сличној покрпској широм Србије. Оне их спашавају, и затим одводе пут Покрпа. Ипак, оне се током пута заљубљују у њих, и неспремне да их жртвују зарад других покрпских жена, одлучују да свака посебно крене за Београд, заједно са својим мушкарцем: Огњенка са Драгољубом у његовом аутомобилу, а Мала Богиња са Арсенијем у украденим погребним колима. Док путују, Велика Богиња наставља да их опседа, појављујући се из најезде лептира који се формирају у њено тело. Пред сам долазак у град, она одлучује да их остави у својој срећи, по цену своје душе. Предати страсти, Мала Богиња и Арса воде љубав у колима, али стигавши у град, они, као и Огњенка и Драгољуб, бивају прогоњени утварама, и још теже, грижом савести, па се на крају одлучују за повратак у Покрп, зарад своје баке и других жена.
Прва у Покрп стиже Огњенка, задовољна спасом своје баке, као и срећом своје сестре и покрпских жена, али бескрајно тужна што ће изгубити Драгољуба. Тамо је он дочекан са великом пажњом и почашћу, и жене већ почињу да се отимају за њега. Затим стиже и Мала Богиња, и видевши да је њена сестра већ стигла у село, говори Арсенију да не излази, али он то не чини, већ се придружује Драгољубу и сестрама на слављу организованом поводом довода мушкараца. Вођени сујетом, Драгољуб и Арсеније улазе у сукоб, и одлучују се на дуел у коме ће се видети ко је веће мушко - и то како другачије, него у кревету. Покрпске жене ово са радошћу дочекују, док озлојађене сестре одлучују да их напусте и сада саме крену у Београд. Ипак, мушкарци су се убрзо покајали због своје лудости, и схвативши да су и они заљубљени, одлучују да батале дуел и крену за њима, али проблем је побећи од осталих жена. Бежећи, Арсеније случајно улази у Миноград. Знајући да му нема повратка, Мала Богиња улази за њим, како би одиграли последњи плес, плес смрти. Уз експлозије мина, они плешу чарлстон све док и сами не одлете у ваздух, загрљени. Огњенка, и даље разочарана у Драгољуба, након сестрине трагичне смрти, сама одлази за Београд.
Филм се завршава прославом отварања палате Албаније која је у филму предимензионирана, са преко 200 спратова. Забава се одржава на самом врху, одакле Човек од челика треба да скочи, уз Огњенку која посматра и чека да и сама одигра свој чарлстон.

## Улоге
| Глумац               | Улога                      |
| -------------------- | -------------------------- |
| Катарина Радивојевић | Мала Богиња                |
| Соња Колачарић       | Огњенка                    |
| Оливера Катарина     | Велика Богиња              |
| Стефан Капичић       | Арса - Краљ чарлстона      |
| Ненад Јездић         | Драгољуб - Човек од челика |
| Јована Стипић        | Ратија                     |
| Нада Шаргин          | млада                      |
| Даница Максимовић    | Загорка                    |
| Данијела Врањеш      | Нада                       |
| Радмила Томовић      | Замна                      |
| Елизабета Ђоревска   | Мара Пијандура             |
| Ана Бретшнајдер      | чукунбаба                  |
| Златија Оцокољић     | градска удовица            |
| Ана Маљевић          | Војникуша                  |
| Марија Дакић         | Сеоска Удовица             |
| Славица Крсмановић   | Жена из Покрпа 3           |

## Снимање
Поред Србије, филм је сниман и у Француској, као и у Гибралтару.

## Критике филма
У јануару 2010. године на филмском сајту IMDb просечна оцена је била 7,2; мушкарцима је просечна оцена 7,1, а женама 7,7.

## Гледаност и зарада
Чарлстон за Огњенку је најгледанији српски филм 2008. године са 148.000 гледалаца у српским биоскопима.